# Luunja (commune)
Cet article concerne la commune. Pour le bourg éponyme, voir Luunja.
Luunja (autrefois Lunia) est une municipalité rurale estonienne appartenant à la région de Tartu.  Elle s'étend sur 134 km2. 
Sa population compte 3 587 habitants(01/01/2012). Son siège est à Luunja (602 habitants).

## Municipalité
La commune comprend 1 bourg et 20 villages.

### Alevik
Luunja

### Külad
Kabina - Kakumetsa - Kavastu - Kikaste - Kõivu - Lohkva - Muri - Pajukurmu - Pilka - Poksi - Põvvatu - Rõõmu - Sava - Savikoja - Sirgu - Sirgumetsa - Sääsekõrva - Sääsküla - Veibri - Viira